# Bataille de Démétritzès
Guerres byzantino-normandes
Batailles
- Cannes (1018)
- Olivento (1041)
- Montemaggiore (1041)
- Montepeloso (1041)
- Bari (1068-1071)
- Dyrrachium (1081)
- Larissa (1083)
- Dyrrachium (1107-1108)
- Brindisi (1156)
- Thessalonique (1185)
- Démétritzès (1185)

La bataille de Démétritzès qui se déroule en 1185 oppose les Byzantins aux Normands du royaume de Sicile alors en pleine invasion de l'Empire byzantin et qui viennent de prendre Thessalonique. Elle aboutit à une victoire décisive des Byzantins qui reprennent Thessalonique et chassent les Normands de la péninsule balkanique.

## Contexte
Au cours du bref règne d'Andronic Ier Comnène (1183-1185), les Normands d'Italie décident de traverser la mer Adriatique pour tenter de s'emparer de Constantinople. En 1185, il s'avance jusqu'à Thessalonique, la deuxième cité de l'Empire, dont ils s'emparent. C'est un coup dur pour le régime d'Andronic, déjà secoué par de nombreuses révoltes et qui sombre dans une répression aveugle. En septembre 1185, un soulèvement mène à son renversement et à son remplacement par Isaac II Ange. Immédiatement, il mobilise une armée pour combattre les Normands, notamment des soldats venus d'Asie Mineure. Il place cette troupe sous le commandement d'Alexis Branas et promet aux soldats une généreuse récompense. 
L'armée normande s'est divisée en trois corps. L'un d'entre eux reste à Thessalonique, le principal se dirige vers les cités d'Amphipolis et de Serrès, tandis qu'une avant-garde s'avance vers Constantinople, s'emparant notamment de Mosynopolis. Nicétas Choniatès affirme que les Normands ne rencontrent que peu de résistance et voient leur confiance grandir. C'est à ce moment que l'avant-garde rencontre l'armée de Branas qui la met en déroute et l'oblige à fuir vers Mosynopolis. Rapidement, les Byzantins forcent l'entrée de la cité et s'en emparent, massacrant la garnison. 

## La bataille
Branas profite de ce succès pour poursuivre sa progression alors que l'essentiel des troupes normandes pillent les alentours de Sérrès et d'Amphipolis. Il les rencontre à Démétritzès (aujourd'hui Dimitritsi), au nord-est de Serrès. Choniatès, principale source pour la bataille, ne rentre pas dans les détails tactiques. Il insiste plutôt sur la grande confiance des troupes byzantines à la suite de leur succès à Mosynopolis. Au contraire, les Normands commencent à voir leur moral décliner. Dans un premier temps, ils proposent de négocier une trêve mais Branas perçoit cela comme un signe de faiblesse. Le 7 novembre, les Byzantins lancent un assaut surprise sur les Normands et les mettent en déroute, malgré une résistance initiale. Beaucoup de Normands sont massacrés alors qu'ils fuient, d'autres sont poussés vers le fleuve Strymon et un grand nombre est fait prisonnier, parmi lesquels les deux généraux normands, le comte Richard d'Acerra et le comte Baudouin. Un autre personnage, le pinkernès Alexis Comnène, fils illégitime de Manuel Ier Comnène est aussi capturé. Il est alors le prétexte à l'invasion normande qui prétend l'installer sur le trône après l'usurpation d'Andronic Ier.

## Conséquences
Poursuivis par les Byzantins, les Normands fuient Thessalonique, abandonnée sans combattre. Ceux qui le peuvent s'en vont par bateaux mais beaucoup d'entre eux sont détruits lors d'une tempête. Les Normands restés à terre sont massacrés par les Alains qui combattent aux côtés des Byzantins, en représailles des tueries opérés par les Normands lors de leur prise de la ville. La flotte normande, dirigée par Tancrède de Lecce, alors dans la mer de Marmara, doit se replier. Seule la ville de Dyrrachium, port byzantin sur l'Adriatique, reste aux mains des Normands quelques mois mais elle finit par céder après un siège. La défaite de Démétritzès met un terme à la tentative d'invasion normande de l'Empire byzantin, d'autant que le royaume de Sicile a souffert de lourdes pertes. Près de 4 000 prisonniers sont ramenés à Constantinople où Isaac II leur impose divers mauvais traitements,.